# Liu Jianpeng
Liu Jianpeng (12 maart 1993) is een Chinees voormalig wielrenner die zijn gehele loopbaan, van 2012 tot 2021, reed voor Hengxiang Cycling Team.

## Carrière
In 2016 won Liu de vierde etappe in de Ronde van Flores door op een aankomst bergop Benjamín Prades en Jai Crawford twee seconden voor te blijven. Een jaar later werd hij zevende in het eindklassement van de Ronde van Hainan.

## Overwinningen
2016
4e etappe Ronde van Flores

## Ploegen
- 2012 –  Hengxiang Cycling Team
- 2013 –  Hengxiang Cycling Team
- 2014 –  Hengxiang Cycling Team
- 2015 –  Hengxiang Cycling Team
- 2016 –  Wisdom-Hengxiang Cycling Team
- 2017 –  Hengxiang Cycling Team
- 2018 –  Hengxiang Cycling Team
- 2019 –  Hengxiang Cycling Team
- 2020 –  Hengxiang Cycling Team
- 2021 –  Hengxiang Cycling Team

Chen · Gui · Liu · Lyu · Ma · Vosekalns · Wang · Yan · Zhang · Zhao